# آلان روسيه
آلان روسيه (ولد يوم 16 فيفري 1951 في شازيل سور ليون (لوار) وهو سياسي فرنسي وعضو في الحزب الاشتراكي. رئيس منطقة آكيتاين من 1998 إلى 2015 ورئيس رابطة مناطق فرنسا من 2004 إلى 2016، وكان رئيس المجلس الإقليمي نوفيل آكيتاين منذ 2016 ونائبًا لجيروند من 2007 إلى 2017.